# Domaize
Domaize település Franciaországban, Puy-de-Dôme megyében. Lakosainak száma 377 fő (2022. január 1.). Domaize Ceilloux, Cunlhat, Saint-Dier-d’Auvergne, Saint-Flour-l'Étang, Sauviat és Tours-sur-Meymont községekkel határos.

## Népesség
A település népességének változása:
| Lakosok száma | 386  | 388  | 399  | 389  | 388  | 388  | 382  | 379  | 377  |
|               | 2013 | 2015 | 2016 | 2017 | 2018 | 2019 | 2020 | 2021 | 2022 |